# Loulans-Verchamp
Loulans-Verchamp é uma comuna francesa na região administrativa de Borgonha-Franco-Condado, no departamento de Alto Sona. Estende-se por uma área de 8,16 km². Em 2010 a comuna tinha 463 habitantes (densidade: 56,7 hab./km²).